# 多賀名将也
多賀名 将也（たがな まさや、1986年9月3日 - ）は、日本の元俳優。埼玉県出身。たむらプロに所属していた。
2003年に放送された昼の人気ドラマ「キッズ・ウォー」の最終作で井上真央演じる主人公：茜の最後の相手役である武井文太役を演じた事で知られる。

## 出演

### テレビドラマ
- フレーフレー人生!（2001年）
- TEAM3（2002年）
- キッズ・ウォー5〜ざけんなよ〜（2003年） - 武井文太役
- キッズ・ウォースペシャル 〜これでファイナル! ざけんなよ〜（2003年）
- ギャルサー第9話（2006年）
- 白虎隊（2007年） - 井深茂太郎役
- 花ざかりの君たちへ（2007年）
- 輪違屋糸里（2007年）
- 絶対彼氏スペシャル
- 炎神戦隊ゴーオンジャー（2008年） - イケメン学生役

### テレビ番組
- ティーンズTV インターネット情報局（2000年4月 - 2002年3月、NHK教育）

### 映画
- 幸福の鐘（2002年）
- 草食系男子。（2010年）
- ギャングスタ（2010年）

### 舞台
- 飛行機雲 東京芸術劇場
- 蟻の街のマリア 赤坂区民ホール
- 車椅子の結婚式 広島県民文化センターふくやま

### PV
- 「KIRIN」